# Сычёво (Абатский район)
Сычёво — село в Абатском районе Тюменской области России. Входит в состав Банниковского сельского поселения.

## История
В «Списке населенных мест Российской империи» 1871 года издания (по сведениям 1868—1869 годов) населённый пункт упомянут как казённая деревня Сычева Ишимского округа Тобольской губернии, при реке Ишим, расположенная в 59 верстах от окружного центра города Ишим. В деревне насчитывалось 80 дворов и проживало 409 человек (191 мужчина и 218 женщин).
В 1926 году в деревне имелось 143 хозяйства и проживало 714 человек (331 мужчина и 383 женщины). Функционировала школа I ступени. В административном отношении Сычева являлась центром Сычёвского сельсовета Абатского района Ишимского округа Уральской области.

## География
Село находится в юго-восточной части Тюменской области, в лесостепной зоне, в пределах Ишимской равнины, на правом берегу реки Ишим, на расстоянии примерно 23 километров (по прямой) к юго-западу от села Абатское, административного центра района. Абсолютная высота — 79 метров над уровнем моря.

### Часовой пояс
Сычёво, как и вся Тюменская область, находится в часовой зоне МСК+2. Смещение применяемого времени относительно UTC составляет +5:00.

## Население
| 1989 | 2002 | 2010 |
| ---- | ---- | ---- |
| 211  | ↘185 | ↘151 |

Гендерный состав
По данным Всероссийской переписи населения 2010 года в гендерной структуре населения мужчины составляли 49 %, женщины — соответственно также 51 %.
Национальный состав
Согласно результатам переписи 2002 года, в национальной структуре населения русские составляли 99 % из 185 чел.

## Улицы
Уличная сеть деревни состоит из двух улиц.